# Raphael Groß
Raphael Groß (* 8. August 1996 in Recklinghausen) ist ein deutscher Musicaldarsteller, Schauspieler und Sänger.

## Leben
Als Kind erhielt Groß Klavier- und Gesangsunterricht. Er sang im Kinderchor des Gospelprojekt-Ruhr e. V. und wurde seit 2011 bei Michael David Mills (Folkwang Universität der Künste) stimmlich unterrichtet. Schon vor seinem Studium konnte er erste Erfahrungen im Tanz- und Schauspielunterricht an der Summer School des Laine Theatre Arts College in London sammeln. Während seines Abiturs komponierte er im Alter von 17 Jahren die Musik zum Musical Die Schreibmaschine. Nach dem Abitur im Jahr 2014 zog er nach Wien, um hier an der Musik und Kunst Privatuniversität der Stadt Wien (MUK) Musical zu studieren.
2011 nahm er am KiKA-Songwriting-Wettbewerb Dein Song teil. 2017 übernahm er die Erstbesetzung der Hauptrolle des Alfred im Musical Tanz der Vampire, welche er bereits im Ronacher in Wien, im Theater des Westens in Berlin und im Metronom Theater in Oberhausen verkörpert hatte. Zuletzt spielte er diese Rolle im Januar 2022 in Stuttgart im Stage Palladium Theater. 2017 trat er mit dem Ensemble von Tanz der Vampire in der Helene Fischer Show auf und spielte gemeinsam mit Helene Fischer ein Stück aus dem Musical.
Von Januar bis Mai 2024 war Groß als Erstbesetzung der Hauptrolle Ren McCormack in der Tourproduktion des Musicals Footloose zu sehen.
Im Sommer 2024 spielte Raphael Groß in dem Musical 3 Musketiere in Tecklenburg die Hauptrolle D’Artagnan.
Seit dem 30. Oktober 2024 spielt er in dem Musical & Julia die Hauptrolle Romeo.

## Theaterarbeiten
- 2014/15: Die Schreibmaschine von Tim Berkels und Raphael Groß[7] – Regie: Bernd Arends
- 2016: CLOSED – Regie: Isabella Fritdum
- 2017: Grimm! – von Peter Lund und Thomas Zaufke – Regie: Werner Sobotka
- 09/2017 – 06/2018: Tanz der Vampire (Wien) als Alfred
- 10/2018 – 03/2019: Tanz der Vampire (Berlin) als Alfred
- 10/2019 – 03/2020: Tanz der Vampire (Oberhausen) als Alfred
- 10/2021 – 01/2022:  Tanz der Vampire (Stuttgart) als Alfred
- 07/2022 – 08/2022:  Grease (Amstetten) als Doddy
- 10/2022 – 02/2023:  Fast normal (Magdeburg) als Henry
- 10/2022 – 02/2023: Ku’damm 56 – Das Musical (Berlin) als Mutter Brause-Solist
- 03/2023 – 04/2023: Jesus Christ Superstar (Wien) als Peter
- 01/2024 – 05/2024: Footloose – Das Musical (Tour durch Deutschland, Österreich, Schweiz) als Ren McCormack
- 07/2024 – 09/2024: 3 Musketiere (Tecklenburg) als D’Artagnan
- seit 10/2024: & Julia (Hamburg) als Romeo

## Diskografie

### Singles
- 2021: Flieg mit mir (feat. lichtwerk)
- 2021: Herzöffner (feat. lichtwerk)
- 2022: Liebe und so
- 2022: Ohne Dich (schlaf' ich heut Nacht nicht ein) (Original: Münchener Freiheit)
- 2023: Lila Wolken

## Shows & Serien
- 2011: Dein Song (KiKa) Staffel 3 mit Monrose
- 2017: Die Helene Fischer Show (ZDF) mit Tanz der Vampire
- 2021: Das Internat (Joyn) als Erik Eichwald
- 2022: Schlagerchance in Leipzig (MDR)
- 2023: Schlagerbooom Open Air – Die Stadionshow in Österreich (Das Erste)
- 2024: Die Giovanni Zarrella Show (ZDF) mit & Julia